# Communauté d'agglomération de Bastia
La Communauté d'Agglomération de Bastia est une intercommunalité située en Haute-Corse, dont elle est la seule communauté d'agglomération.
Elle est présidée depuis le 10 juillet 2020 par l'élu autonomiste Louis Pozzo di Borgo, qui occupe par ailleurs les fonctions de Président de la Commission des finances de l'Assemblée de Corse depuis 2021.
En 2021, la CAB s'est dotée pour la première fois d'un Projet de territoire partagé avec ses communes membre, ainsi que d'un Pacte de gouvernance, permettant d'assurer la gestion quotidienne de l'intercommunalité et la mise en œuvre de projets  structurants pour le territoire.

## Historique
- 6 janvier 1966 : création du District de Bastia
- 31 décembre 2001 : transformation du District de Bastia en Communauté d'Agglomération de Bastia

## Composition
La communauté d'agglomération est composée des 5 communes suivantes :

| Nom                  | Code Insee | Gentilé       | Superficie (km2) | Population (dernière pop. légale) | Densité (hab./km2) |
| -------------------- | ---------- | ------------- | ---------------- | --------------------------------- | ------------------ |
| Bastia (siège)       | 2B033      | Bastiais      | 19,38            | 47 459 (2022)                     | 2 449              |
| Furiani              | 2B120      | Furianais     | 18,49            | 6 308 (2022)                      | 341                |
| San-Martino-di-Lota  | 2B305      | San-Martinois | 9,54             | 2 996 (2022)                      | 314                |
| Santa-Maria-di-Lota  | 2B309      | Miomais       | 13,2             | 1 970 (2022)                      | 149                |
| Ville-di-Pietrabugno | 2B353      | Villais       | 7,53             | 3 187 (2022)                      | 423                |

## Démographie
| 1968   | 1975   | 1982   | 1990   | 1999   | 2006   | 2011   | 2016   | 2022   |
| ------ | ------ | ------ | ------ | ------ | ------ | ------ | ------ | ------ |
| 43 358 | 48 825 | 51 919 | 48 373 | 49 057 | 55 863 | 56 717 | 58 427 | 61 920 |

## Compétences

### Les compétences obligatoires
- Développement économique
  - Création, aménagement, entretien et gestion de zones d’activité industrielle, commerciale, tertiaire, artisanale, touristique, portuaire ou aéroportuaire
  - Actions de développement économique
- Aménagement de l’espace communautaire
  - Schéma directeur et schéma de secteur
  - Création et réalisation de zones d’aménagement concerté (ZAC)
  - Organisation des transports urbains
- Équilibre social de l’habitat
  - Programme local de l'habitat
  - Politique du logement
  - Actions et aides financières à destination du logement social
  - Constitution de réserves foncières pour la mise en œuvre de la politique communautaire d’équilibre social de l’habitat
  - Action en faveur du logement des personnes défavorisées
  - Amélioration du parc immobilier
- Politique de la Ville
  - Dispositifs contractuels de développement urbain, de développement local et d’insertion économique et sociale
  - Dispositifs locaux de prévention de la délinquance

### Les compétences optionnelles
- Énergie - Eau (Traitement, adduction, distribution)
- Environnement
  - Assainissement collectif
  - Mise en valeur de l’environnement et du cadre de vie : lutte contre la pollution de l’air et les nuisances sonores
  - Collecte et traitement des déchets ménagers

### Les compétences supplémentaires
- Construction et gestion d’un centre de secours contre les incendies
- Définition d’une politique sportive
- Construction, entretien et gestion d’équipements sportifs
- Construction, entretien et gestion d’une fourrière d'animaux
- Réalisation et exploitation d’un service de vidéo communication sur réseau câblé, ainsi que tout autre service de communication audiovisuelle

## Administration
| Période                                  | Période      | Identité             | Étiquette | Qualité |
| ---------------------------------------- | ------------ | -------------------- | --------- | --- |
| Les données manquantes sont à compléter. |              |                      |           | |
| mars 2001                                | mars 2014    | Émile Zuccarelli     | PRG       | Maire de Bastia (1989-1997 et 2000-2014) Ministre - Député de la 1ère circonscription de Haute-Corse Conseiller à l'Assemblée de Corse  |
| mars 2014                                | juillet 2020 | François Tatti       | ex PRG    | Conseiller municipal de Bastia |
| juillet 2020                             | mars 2026    | Louis Pozzo di Borgo | FàC       | Premier adjoint au Maire de Furiani Conseiller à l'Assemblée de Corse & Président de la Commission des finances de l'Assemblée de Corse |

## Sources
- Le splaf - (Site sur la Population et les Limites Administratives de la France)
- La base aspic de la Haute-Corse - (Accès des Services Publics aux Informations sur les Collectivités)